# Aeroportul Tanahmerah
Aeroportul Tanahmerah (IATA: TMH, ICAO: WAKT) este un aeroport din Papua⁠(d), Indonezia.
Situat la o altitudine de 25 m, aeroportul dispune de o singură pistă. Este operat de Kementerian Perhubungan Indonesia⁠(d).